# Попова-Лелюх Марія Вадимівна
Марі́я Вади́мівна Попо́ва (до шлюбу Лелюх; * 1991) — українська тхеквондистка, чемпіонка України, майстер спорту України міжнародного класу (2008).

## Життєпис
Народилася 18 вересня 1991 року в Харкові. Тхеквондо почала займатися 1999-го в харківській ДЮСШ № 2. Перший тренер — Віктор Іванович Шевченко.
У складі збірної команди України з тхеквондо з 2005 року; виступає у ваговій категорії до 67 кг. Тренери — Ангеліна Володимирівна Глущенко і В. І. Шевченко. Переможниця чемпіонатів України серед юніорів (2005—2008).
Учасниця чемпіонату світу-2006 (Хошимін).
2007 року стала чемпіонкою України і переможницею турніру «Кубок України». Срібна призерка міжнародного юніорського турніру в Варшаві; бронзова призерка чемпіонату Європи серед юніорів-2007 року в Баку.
2008 — переможниця міжнародного турніру класу «А» в Баку, срібна призерка чемпіонату України та бронзова призерка чемпіонату України в олімпійських вагових категоріях. Учасниця чемпіонату світу-2008 року в Ізмірі — 5 місце.
Переможниця чемпіонату України в олімпійських вагових категоріях-2009. Того ж року — переможниця турніру «Кубок України»; бронзова призерка чемпіонату України. Перемогла на міжнародному турнірі «Poland Open» у Варшаві. Срібна призерка молодіжного чемпіонату Європи-2009 у Віго (Іспанія). Учасниця Всесвітньої універсіади-2009 в Белграді — 5 місце.
Переможниця молодіжного чемпіонату України-2010 та командного чемпіонату України-2010 року. Того ж року — переможниця турніру «Кубок України», бронзова призерка чемпіонату України.
Чемпіонка України з олімпійських вагових категоріях-2011. Того ж року — срібна призерка чемпіонату України.
Випускниця кафедри одноборств, фехтування і силових видів спорту Харківського національного педагогічного університету ім Г. С. Сковороди 2013 року.